# Läxförhör
Läxförhör (finska: Läksyn kuulustelu) är en målning av Yrjö Ollila från 1923.

## Proveniens
Målningen köptes 1923 och finns på Ateneum i Helsingfors.
Målningen är en av de tio, som finländska konstinstitutioner valde att ingå i Europeanas bildkonstprojekt 2016.[källa behövs]